# Bristol Buckmaster
Бристоль Бакмастер (англ. Bristol Buckmaster) — британський двомісний навчальний літак завершальних етапів підготовки пілотів. «Бакмастер» мав близькі характеристики до реальних легких бомбардувальників і штурмовиків Королівських ВПС Великої Британії і дозволяв навчання на високих швидкостях і навантаженнях на крило.

## Історія
В воєнний час більший пріоритет було виділено розробці і виробництву бойових літаків, а навчальні літаки на озброєнні залишались або передвоєнних розробок, або модифікацій бойових літаків. Тому до 1944 року в ВПС Великої Британії не виявилось сучасних літаків для навчання пілотів легких бомбардувальників. Як відповідь міністерство авіації видало специфікацію T.13/43 на створення такого літака. Компанія Bristol вже мала схожі розробки, зокрема Bristol Bolingbroke, модифікацію Bristol Blenheim, який виготовлявся в Канаді і успішно використовувався як навчальний. Конструктори вирішили піти схожим шляхом і як основу для створення навчального «Типу 166», майбутнього «Бакмастера» (англ. Buckmaster) було взято наступника «Бленхейма» — Bristol Buckingham.
Прототип «Бакмастера» вперше здійнявся в повітря 27 жовтня 1944 року, незабаром був готовий і другий. Обидва були конвертовані на базі майже завершених Bristol Buckingham. Останньому не дуже пощастило і його замовлення було скасовано, коли 150 літаків ще знаходились на різних стадіях побудови. Частину «Бекінгемів» було завершено в вигляді вантажної модифікації, а 110 було завершено в вигляді «Бакмастерів».
Декілька «Бакмастерів» використовувались в 8-й ескадрильї як зв'язкові, але абсолютна більшість застосувались для навчання майбутніх пілотів Bristol Brigand і схожих літаків. В цій ролі вони прослужили до середини 50-их років, після чого були зняті з озброєння.

## Тактико-технічні характеристики
Дані з Consice Guide to British Aircraft of World War II

### Технічні характеристики
- Екіпаж: 3 особи
- Довжина: 14,15 м
- Висота: 5,33 м
- Розмах крила: 21,89 м
- Площа крила: 65,77 м ²
- Маса порожнього: 10 433 кг
- Максимальна злітна маса: 15 286 кг
- Двигуни: 2 × Bristol Centaurus VII
- Потужність: 2 × 520 к.с. (1879 кВт.)

### Льотні характеристики
- Максимальна швидкість: 566 км/год на висоті 3660 м
- Дальність польоту: 3219 км
- Практична стеля: 9145 м